# Bäderbahn Molli
| |                         |                                                             |                                                             |
| Streckennummer (DB): | 6996                    |                                                             |                                                             |
| Kursbuchstrecke (DB): | 186                     |                                                             |                                                             |
| Kursbuchstrecke: | 105b (1934) 119b (1946) |                                                             |                                                             |
| Streckenlänge: | 15,43 km                |                                                             |                                                             |
| Spurweite: | 900 mm (Schmalspur)     |                                                             |                                                             |
| Streckengeschwindigkeit: | 40 km/h                 |                                                             |                                                             |
| |                         |                                                             |                                                             |
| \| \| \| Übergang zur Bahnstrecke Wismar–Rostock \| \| \| \| 0,00 \| Bad Doberan \| Bad Doberan \| \| \| 0,60 \| Bad Doberan Stadtmitte \| Bad Doberan Stadtmitte \| \| \| \| \| \| \| \| 0,90 \| Bad Doberan Severinstraße (bis 1940 Bad Doberan Poststraße) \| Bad Doberan Severinstraße (bis 1940 Bad Doberan Poststraße) \| \| \| \| \| \| \| \| 1,10 \| Bad Doberan Goethestraße \| Bad Doberan Goethestraße \| \| \| 3,80 \| Rennbahn \| Rennbahn \| \| \| 4,80 \| Vorder Bollhagen \| Vorder Bollhagen \| \| \| 6,61 \| Heiligendamm (bis 1910) \| Heiligendamm (bis 1910) \| \| \| 6,50 \| Heiligendamm (seit 1910) \| Heiligendamm (seit 1910) \| \| \| 9,40 \| Hinter Bollhagen \| Hinter Bollhagen \| \| \| 10,20 \| Steilküste/Wittenbeck (seit 1969) \| Steilküste/Wittenbeck (seit 1969) \| \| \| 11,50 \| Fulgen \| Fulgen \| \| \| \| \| \| \| \| 12,70 \| Ostseebad Kühlungsborn Ost (bis 1938 Brunshaupten) \| Ostseebad Kühlungsborn Ost (bis 1938 Brunshaupten) \| \| \| \| \| \| \| \| 13,10 \| Ostseebad Kühlungsborn Mitte \| Ostseebad Kühlungsborn Mitte \| \| \| 15,43 \| Ostseebad Kühlungsborn West \| Ostseebad Kühlungsborn West \| \| \| \| (bis 1938 Ostseebad Arendsee) \| \| |                         |                                                             |                                                             |
| |                         | Übergang zur Bahnstrecke Wismar–Rostock                     |                                                             |
| Kopfbahnhof Streckenanfang | 0,00                    | Bad Doberan                                                 | Bad Doberan                                                 |
| Haltepunkt / Haltestelle | 0,60                    | Bad Doberan Stadtmitte                                      | Bad Doberan Stadtmitte                                      |
| |                         |                                                             |                                                             |
| ehemaliger Haltepunkt / Haltestelle | 0,90                    | Bad Doberan Severinstraße (bis 1940 Bad Doberan Poststraße) | Bad Doberan Severinstraße (bis 1940 Bad Doberan Poststraße) |
| |                         |                                                             |                                                             |
| Haltepunkt / Haltestelle | 1,10                    | Bad Doberan Goethestraße                                    | Bad Doberan Goethestraße                                    |
| Bahnhof | 3,80                    | Rennbahn                                                    | Rennbahn                                                    |
| ehemaliger Haltepunkt / Haltestelle | 4,80                    | Vorder Bollhagen                                            | Vorder Bollhagen                                            |
| Kopfbahnhof Streckenanfang und quer (Strecke außer Betrieb) · Abzweig geradeaus und ehemals nach rechts | 6,61                    | Heiligendamm (bis 1910)                                     | Heiligendamm (bis 1910)                                     |
| Bahnhof | 6,50                    | Heiligendamm (seit 1910)                                    | Heiligendamm (seit 1910)                                    |
| ehemaliger Haltepunkt / Haltestelle | 9,40                    | Hinter Bollhagen                                            | Hinter Bollhagen                                            |
| Haltepunkt / Haltestelle | 10,20                   | Steilküste/Wittenbeck (seit 1969)                           | Steilküste/Wittenbeck (seit 1969)                           |
| ehemaliger Haltepunkt / Haltestelle | 11,50                   | Fulgen                                                      | Fulgen                                                      |
| |                         |                                                             |                                                             |
| Bahnhof | 12,70                   | Ostseebad Kühlungsborn Ost (bis 1938 Brunshaupten)          | Ostseebad Kühlungsborn Ost (bis 1938 Brunshaupten)          |
| |                         |                                                             |                                                             |
| Haltepunkt / Haltestelle | 13,10                   | Ostseebad Kühlungsborn Mitte                                | Ostseebad Kühlungsborn Mitte                                |
| Kopfbahnhof Streckenende | 15,43                   | Ostseebad Kühlungsborn West                                 | Ostseebad Kühlungsborn West                                 |
| |                         | (bis 1938 Ostseebad Arendsee)                               |                                                             |

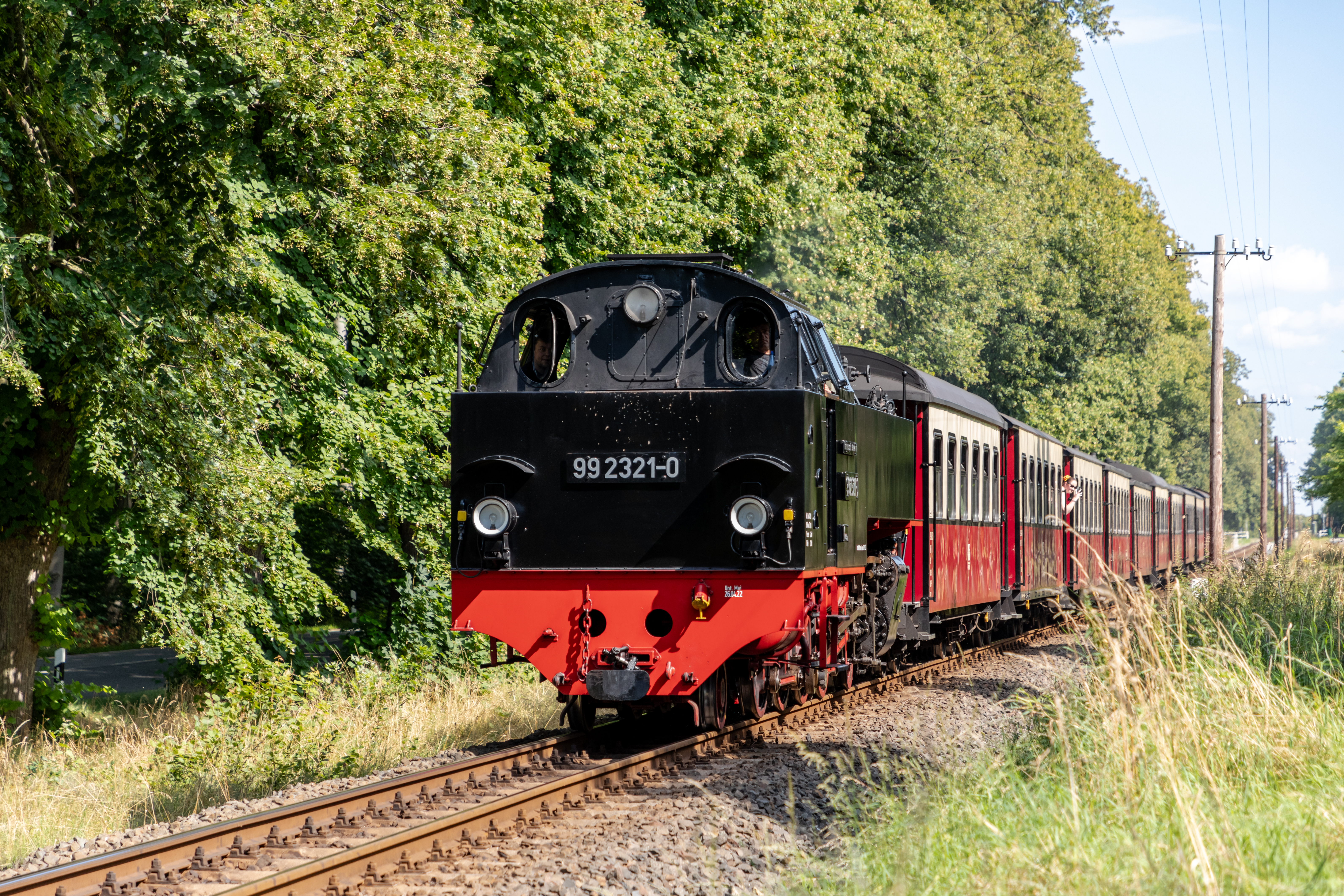
Molli auf der Strecke

Die Bäderbahn Molli, auch kurz der Molli genannt (Liniennummer: RB 31), ist eine dampfbetriebene Schmalspurbahn in Mecklenburg-Vorpommern. Ihre Spurweite beträgt 900 Millimeter. Die 15,43 Kilometer lange Strecke wird heute vom Eisenbahnverkehrsunternehmen Mecklenburgische Bäderbahn Molli (MBB) betrieben und verbindet Bad Doberan mit Heiligendamm und dem Ostseebad Kühlungsborn. Die Fahrzeit beträgt circa 40 Minuten. Innerhalb Bad Doberans fährt die Bahn auf Rillenschienen, die im Straßenpflaster liegen, ähnlich einer Straßenbahn, durch die nach ihr benannte Mollistraße. Im weiteren Verlauf ist sie auf Vignolschienen entlang einer Lindenallee trassiert. Zwischen Heiligendamm und Ostseebad Kühlungsborn führt die Strecke parallel zur Ostseeküste über Felder.

## Geschichte

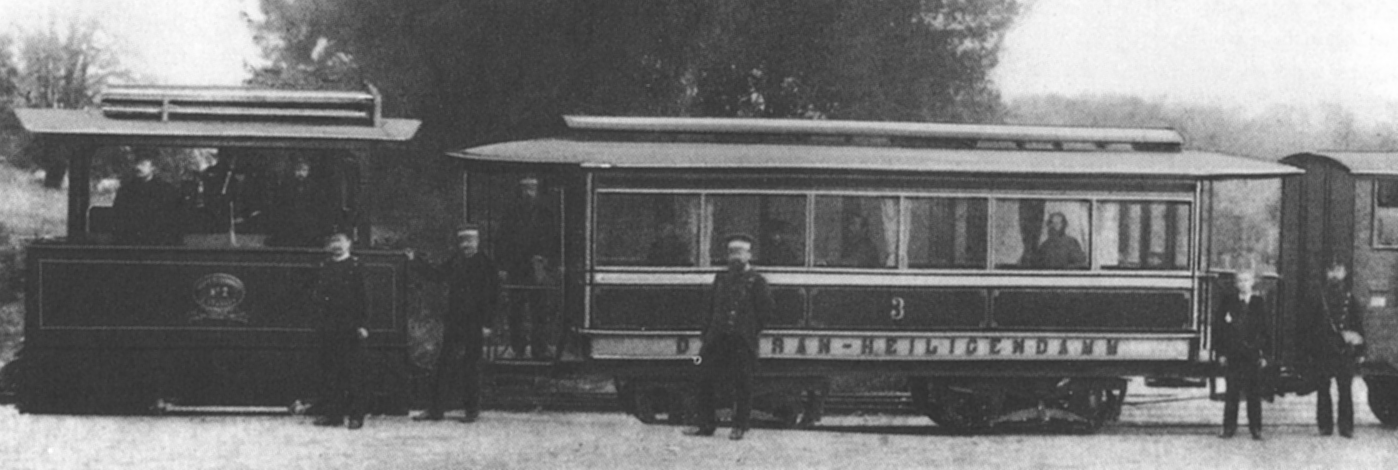
Lokomotive Nr. 2 mit einem Zug der Doberan-Heiligendammer-Eisenbahn um 1890

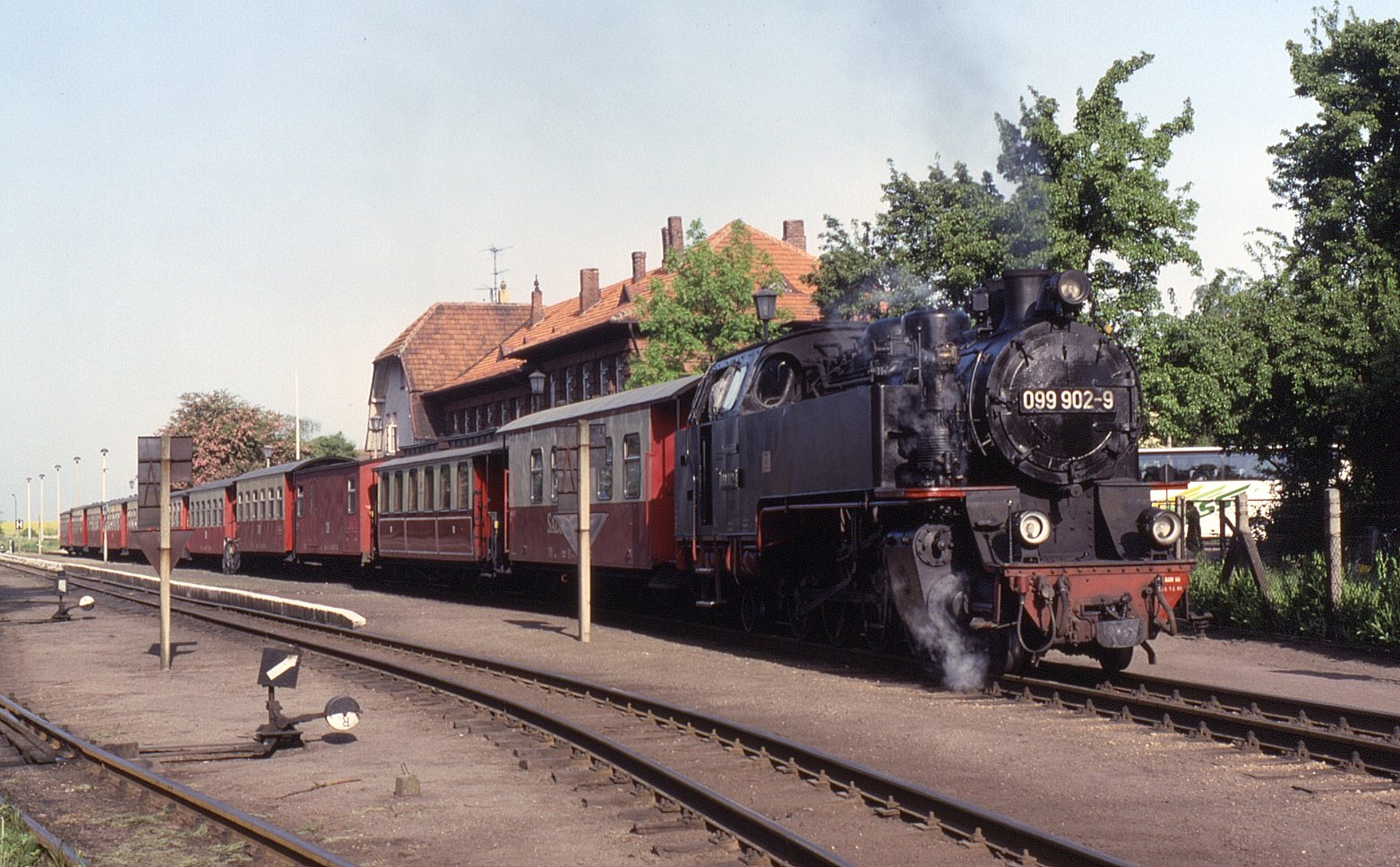
Dampfzug der Reichsbahn im Endbahnhof Ostseebad Kühlungsborn West 1992

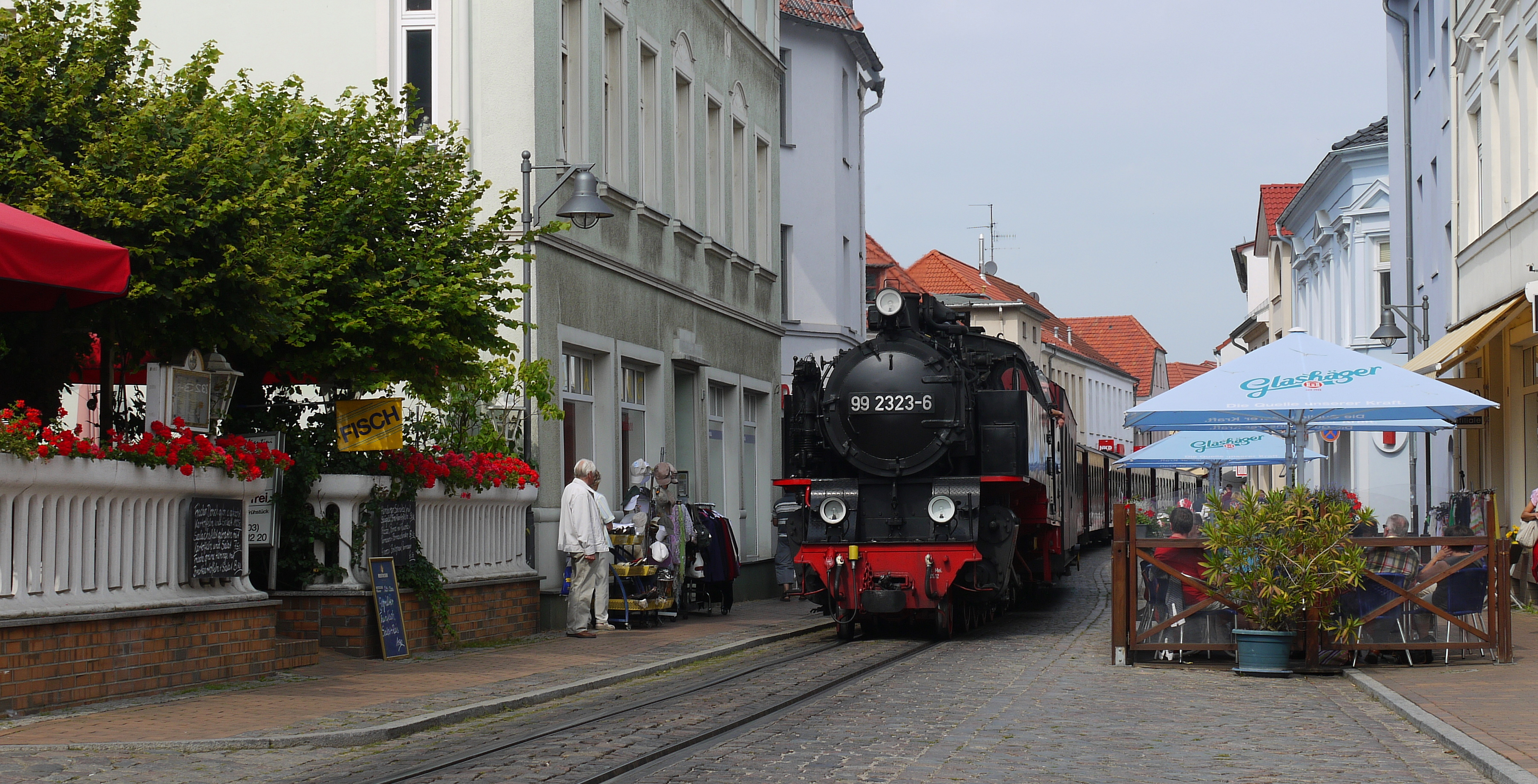
Fahrt der Bäderbahn durch die engen Straßen Bad Doberans

Am 19. Juni 1886 erteilte Friedrich Franz III., Großherzog von Mecklenburg die Konzession für Bau und Betrieb einer schmalspurigen Eisenbahn vom Bahnhof Doberan nach Heiligendamm, dieses erste Teilstück ging am 9. Juli 1886 in Betrieb. Es wurde von der privaten Eisenbahnbau- und Betriebsunternehmung Lenz & Co GmbH aus Stettin errichtet und von der Doberan-Heiligendammer-Eisenbahn, abgekürzt DHE, geführt. Der Verkehr auf der 6,61 Kilometer langen Strecke, die als Dampfstraßenbahn betrieben und später als Kleinbahn eingestuft wurde, fand zunächst nur während der Sommersaison vom 1. Mai bis zum 30. September statt. Am 13. März 1890 verstaatlichte das Großherzogtum Mecklenburg-Schwerin die Bahn und gliederte sie in die Großherzoglich Mecklenburgische Friedrich-Franz-Eisenbahn ein.
Am 18. Dezember 1908 beschloss man, die Bahn bis ins Ostseebad Arendsee zu verlängern, das 1938 mit den Nachbargemeinden Brunshaupten und Fulgen zum Ostseebad Kühlungsborn zusammengeschlossen wurde. Diese Erweiterung ging am 12. Mai 1910 in Betrieb, gleichzeitig wurde der Bahnhof Heiligendamm um 200 Meter nach Süden verlegt. Im gleichen Jahr wurde auch der Güterverkehr aufgenommen; die Bahn verkehrte nun ganzjährig. In dieser Zeit entstanden auch Pläne, die Strecke vom Endbahnhof Arendsee zur nur wenige Kilometer entfernten Schmalspurbahn Neubukow Obere Weiche–Bastorf zu verlängern. Der Erste Weltkrieg verhinderte deren Umsetzung.
Ab dem 1. April 1920 gehörte sie zur Deutschen Reichsbahn. Diese führte zum 1. Dezember 1928 erneut die (alte) 2. Klasse ein, nachdem zuvor nur Züge mit Wagen der 3. Klasse verkehrten.
In den 1930er Jahren gab es Pläne, die Strecke auf Normalspur von 1435 mm umzuspuren und teilweise neu zu trassieren, um die Ortsdurchfahrten in Bad Doberan und Kühlungsborn zu beseitigen. Aus finanziellen Gründen wurden diese Pläne jedoch nicht umgesetzt.
Das Umladen der Güter von der Regelspurstrecke Wismar–Rostock auf die Schmalspurbahn erwies sich als aufwendig und unrentabel. Die Beförderung von Regelspurwagen auf schmalspurigen Rollwagen, wie es zum Beispiel auf den sächsischen Schmalspurbahnen üblich war, schied aufgrund der engen Ortsdurchfahrt in Bad Doberan von vornherein aus. Somit wurde der Güterverkehr zum 31. Mai 1969 eingestellt.
Die Strecke wurde mit täglich 13 Zugpaaren bedient. 1976 nahm der damalige Bezirk Rostock die Bahn in die Bezirksdenkmalliste auf. Zum 1. Oktober 1995 übernahm eine Betreibergesellschaft, bestehend aus dem Landkreis Bad Doberan sowie den Städten Ostseebad Kühlungsborn und Bad Doberan, die Strecke von der Deutschen Bahn AG. Heute firmiert die gemischt-wirtschaftliche Gesellschaft als Mecklenburgische Bäderbahn Molli GmbH mit Sitz in Bad Doberan. Der Endbahnhof Ostseebad Kühlungsborn West beherbergt das Molli-Museum und das Bahnbetriebswerk.
Am 27. Februar 1997 gründete die Mecklenburgische Bäderbahn Molli, zusammen mit den Verkehrsunternehmen Rostocker Straßenbahn AG, DB Regio AG Nordost, Regionalverkehr Küste, Weiße Flotte und antaris den Verkehrsverbund Warnow. Seitdem akzeptiert die Bäderbahn Molli Wochen- und Monatskarten aus dem Verbundsortiment. Damit werden die Züge als öffentliche Nahverkehrszüge betrieben und fahren offiziell unter der Linienkennzeichnung Regionalbahn RB 31. Die Unentgeltliche Beförderung für Schwerbehinderte gilt hier ebenfalls. Fahrkarten aus dem Preissystem der Deutschen Bahn werden seit dem Betreiberwechsel hingegen nicht mehr anerkannt.
Weltweite Bekanntheit erlangte Molli als offizielles und einziges Transportmittel der Pressevertreter zum G8-Gipfel in Heiligendamm 2007.
2021 wurde der Bahnhof Ostseebad Kühlungsborn West vom Bündnis Allianz pro Schiene für seinen „außergewöhnlichen touristischen Reiz“ mit dem Sonderpreis des Bahnhofs des Jahres ausgezeichnet.

### Pläne zur Verlängerung
Mitte der 2000er Jahre wurde eine Verlängerung der Strecke nach Rerik aus technischer Sicht geprüft. Ende 2012 wurden Pläne vorgestellt, die Bahnstrecke bis nach Warnemünde zu verlängern. Vertreter der Städte Bad Doberan, Kühlungsborn und Rostock erhoffen sich davon eine deutliche Nachfragesteigerung. Die Kosten dafür werden auf einen zweistelligen Millionenbetrag veranschlagt.
2022 stellte die Mecklenburgische Bäderbahn Molli Ergebnisse einer von der Technischen Universität Dresden erstellten Studie zu einer Verlängerung nach Warnemünde und Rerik vor. Im Fahrplan war bei diesem Projekt neben einzelnen Dampfzügen ein Stundentakt im Schienenpersonennahverkehr mit Triebwagen vorgesehen. Dafür waren, zum Preisstand von 2021, Investitionen von 110 Millionen Euro vorgesehen. Im September 2022 kündigte der Landrat Sebastian Constien das Ende der Planungen an, nachdem der Kreistag des Landkreises Rostock eine Erweiterung ablehnte. Der Kreistag hat auch einen Antrag abgelehnt, erst die Fördermöglichkeiten zu prüfen.
Der Wiederaufbau der Schmalspurbahn Neubukow Obere Weiche–Bastorf und deren Anschluss an die Bäderbahn, im April 2014 vorgestellt, wurde wegen der Kosten von geschätzt 33 Millionen Euro abgelehnt.

### Unfälle
Hauptsächlich weil manche Bahnübergänge unbeschrankt sind und die Strecke innerhalb bebauter Bereiche teils – wie bei einer Straßenbahn – auf einer gemeinsam mit Kraftfahrzeugen benutzten Trasse verläuft, kam es in der Vergangenheit gelegentlich zu Unfällen. Diese Ereignisse waren aber verhältnismäßig selten und gingen meist ohne schwere Personenschäden aus. Am 26. September 2021 jedoch ereignete sich bei Wittenbeck ein Zusammenstoß, bei dem der Fahrer eines Wohnmobils starb und seine Beifahrerin schwer verletzt wurde, nachdem das Fahrzeug in einen nur mit Andreaskreuz gekennzeichneten Bahnübergang eingefahren war. Das Wohnmobil wurde dabei völlig zerstört, und auch an der 2008 gebauten Lokomotive 99 2324 entstand beträchtlicher Sachschaden.

## Unternehmen
Die Gesellschaft gehört anteilig dem Landkreis Rostock (64 %), der Stadt Bad Doberan (19,7 %), dem Ostseebad Kühlungsborn (14,8 %) sowie einer natürlichen Person (1,5 %).
| Jahr | Zugkilometer | Fahrgäste | Mitarbeiter | Umsatz in Mio. Euro | Bilanzsumme in Mio. Euro | Gewinn in Mio. Euro |
| ---- | ------------ | --------- | ----------- | ------------------- | ------------------------ | ------------------- |
| 2009 | 91.969       | 546.415   | 66          | 4,1                 | 15,5                     | 0,7                 |
| 2008 |              | 607.994   | 67          | 4,0                 | 16,4                     | 0,7                 |
| 2007 | 84.198       | 609.000   | 68          | 3,6                 | 13,5                     | 0,5                 |
| 2006 | 89.844       | 558.000   | 67          | 3,4                 | 11,6                     | 0,2                 |

## Fahrzeuge

### Baureihe 99.32 und 99.33

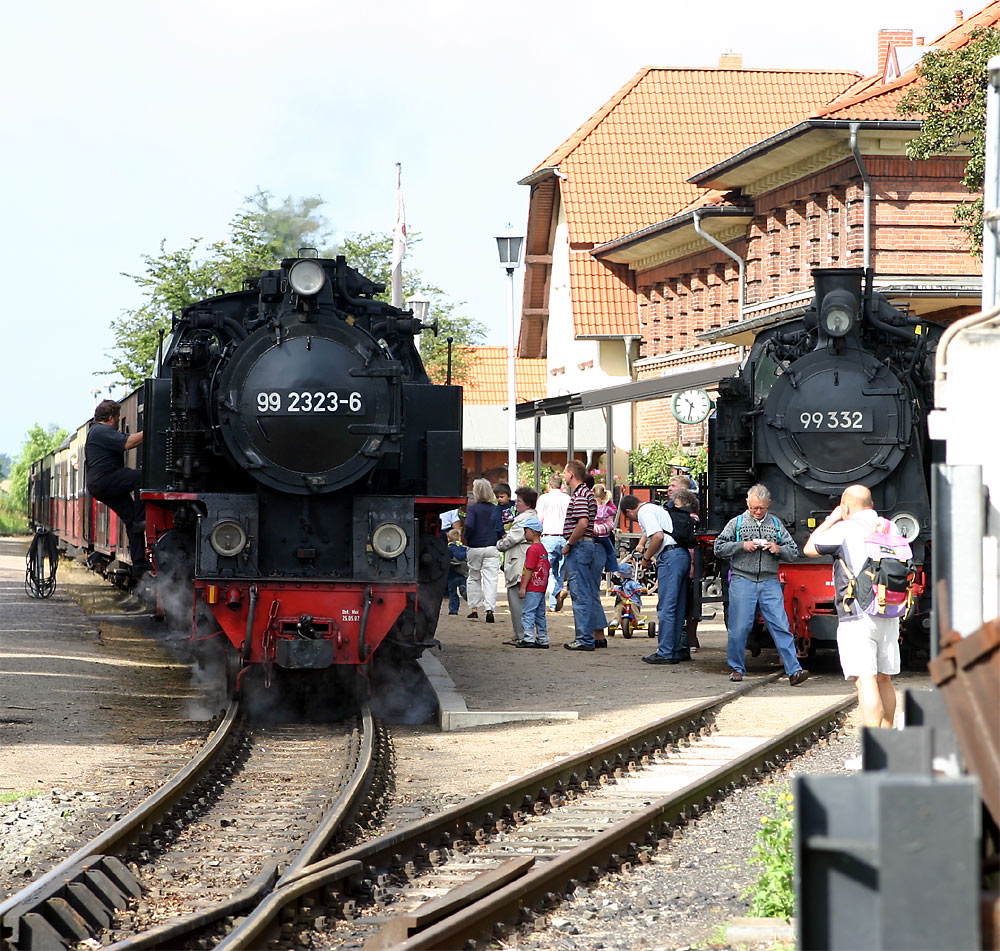
Dampflokomotiven beider heutigen Molli-Baureihen in Kühlungsborn West

Mit der Betriebsaufnahme standen zwei Lokomotiven zur Verfügung. Diese später in die Gattung XVIII eingereihten Maschinen waren als Trambahnlokomotiven ausgelegt und bis 1915 im Einsatz. 1891 und 1898 wurde der Fahrzeugbestand um die dreifachgekuppelten Lokomotiven der Gattung XIX ergänzt.
Ab 1910 fuhren auf der Strecke die Lokomotiven der Gattung T 7 (99 301–303) und gleichzeitig wurden die Lokomotiven der Gattung XIX auf die Neubukower Rübenbahn umgesetzt. Verstärkt wurde der Lokomotivpark 1923 durch die DR-Baureihe 99.31 (99 311–313). Diese Lokomotiven sind alle ausgemustert.
Im Jahr 1932 ließ die Deutsche Reichsbahn die deutlich größeren, schnelleren und stärkeren Lokomotiven der DR-Baureihe 99.32 (99 321–323) bauen. Diese drei Maschinen sind heute noch unter den Nummern 99 2321-0, 99 2322-8 und 99 2323-6 im Einsatz. Im Jahr 1961 kamen von den Werkbahnen der SDAG Wismut nochmals zusätzlich drei Lokomotiven zum Molli und wurden hier als DR-Baureihe 99.33 (99 331 bis 333) eingereiht. Eine der drei, die 99 331 (später 99 2331), ist betriebsfähig und dient als Reserve beziehungsweise als Zuglok im Winter auf Grund der höheren Entgleisungssicherheit. Die 99 332 steht als Denkmal am Molli-Museum im Bahnhof Kühlungsborn West; die Lokomotive 99 333 wurde verschrottet.
Von 2008 bis 2009 wurde für den Molli im Dampflokwerk Meiningen die Lokomotive 99 2324 neu gebaut, die ein Nachbau einer Einheitslok 99 321–323 ist. Damit entstand erstmals nach fast 50 Jahren in Deutschland wieder eine Dampflokomotive für den Regelbetrieb. Die Produktion erfolgte in Anpassung der historischen Pläne an die heutigen Fertigungsverfahren. Um einem Fotografenansturm aus dem Wege zu gehen, fuhr die neue Lok bei den Probefahrten vor der offiziellen Inbetriebnahme mit der Loknummer ihrer Schwesterlok 99 2323-6.
Wegen des straßenbahnähnlichen Charakters in den Ortsdurchfahrten Bad Doberan und Kühlungsborn besitzen die Wagen des Molli bis heute keine Toiletten.

### Nebenfahrzeuge (zur Instandhaltung)

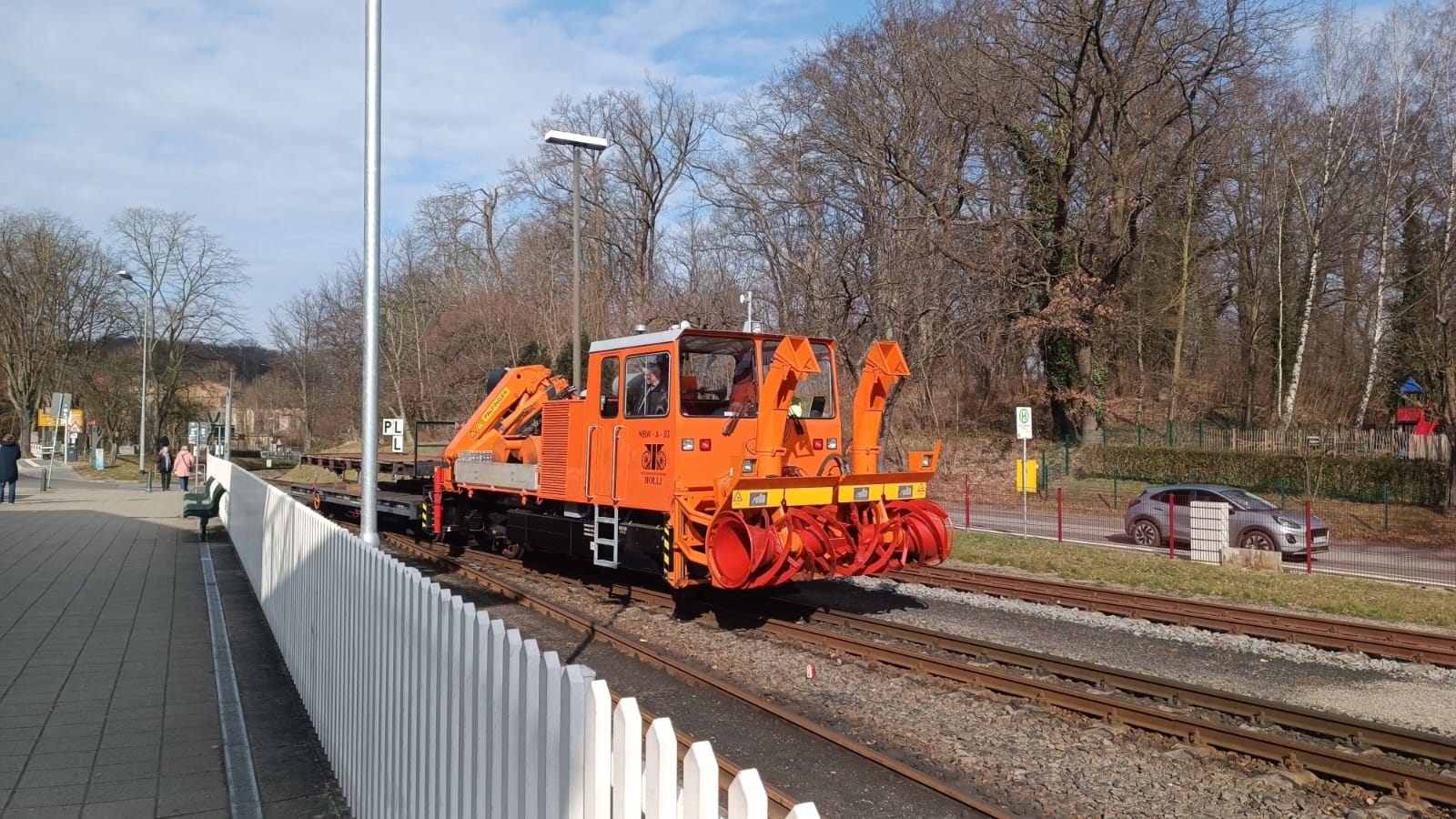
Arbeitstriebwagen A-03 bei der Ausfahrt aus dem Bahnhof Bad Doberan

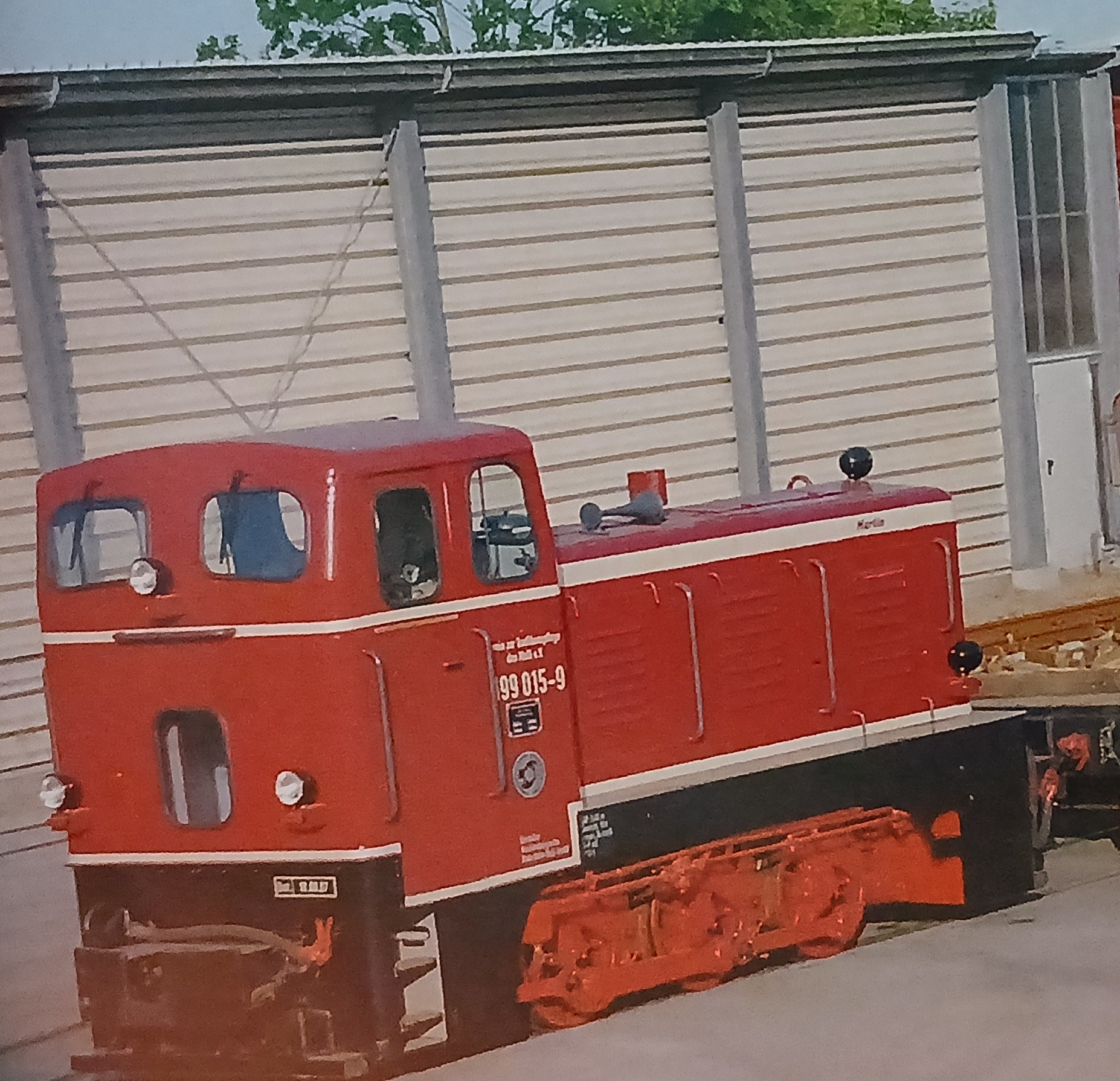
Rangierlok 199 015-9 beim alten Lokschuppen in Bad Doberan

Zur Instandhaltung der Strecke wird das nebenstehend gezeigte Fahrzeug benutzt. Vorne ist es mit einer Schneefräse ausgestattet. Hinten besitzt das Fahrzeug eine Ladefläche mit Kran. Oft wird es deshalb zu Sanierungs- bzw. Schneeräumarbeiten benutzt. Mit Hilfe von zwei „Kanonen“-artigen Vorrichtungen kann der Schnee in verschiedene Richtungen verteilt werden, damit die Dampfzüge die Schienen weiterhin ohne Radschlupf (durchdrehende Räder) befahren können. Es gibt zwei Fahrzeuge von diesen Fahrzeugtyp, A-02 und A-03. Die Chance dieses Fahrzeug zu erblicken ist jedoch selten gegeben, wenn kein Schnee fällt. Es ist die einzige Bauzugtriebwagenart bei der Bäderbahn Molli.
Zur Instandhaltung der Wagen bzw. der Lokomotiven und zur Ersatzleistung werden Dieselloks in den Bahnhöfen Kühlungsborn West und Bad Doberan benutzt. Da Rangierfahrten mit Dampflokomotiven unwirtschaftlich sind, ist eine Leistung einer Diesellok einfacher und kostengünstiger. V 10 C Nr. 1 wurde 2000 als Ersatzteilspender zerlegt und hat daher die ab 2006 eingeführte Nummer der anderen nicht. V 10 C Nr. 7 wurde 2012 zerlegt und konnte damit die Nummer 199 017-5 erhalten. 199 016-7 (V 10 C Nr. 8) ist Rangierlok in Bad Doberan. 199 015-9 oder auch „Marlin“ (V 10 C Nr. 52) ist Vereinseigentum des zugehörigen Vereins von Molli in Kühlungsborn West und dient dort als Rangierlok. 199 014-2 (V 10 C Nr. 101-04) ist unter dem Namen Otto als Reservelok da. Otto unterscheidet sich von den anderen durch die graue Lackierung und dem groß aufgedruckten Namen. Beim „Marlin“ steht der Name klein an der Seite auf dem weißen Streifen.

## Verkehr

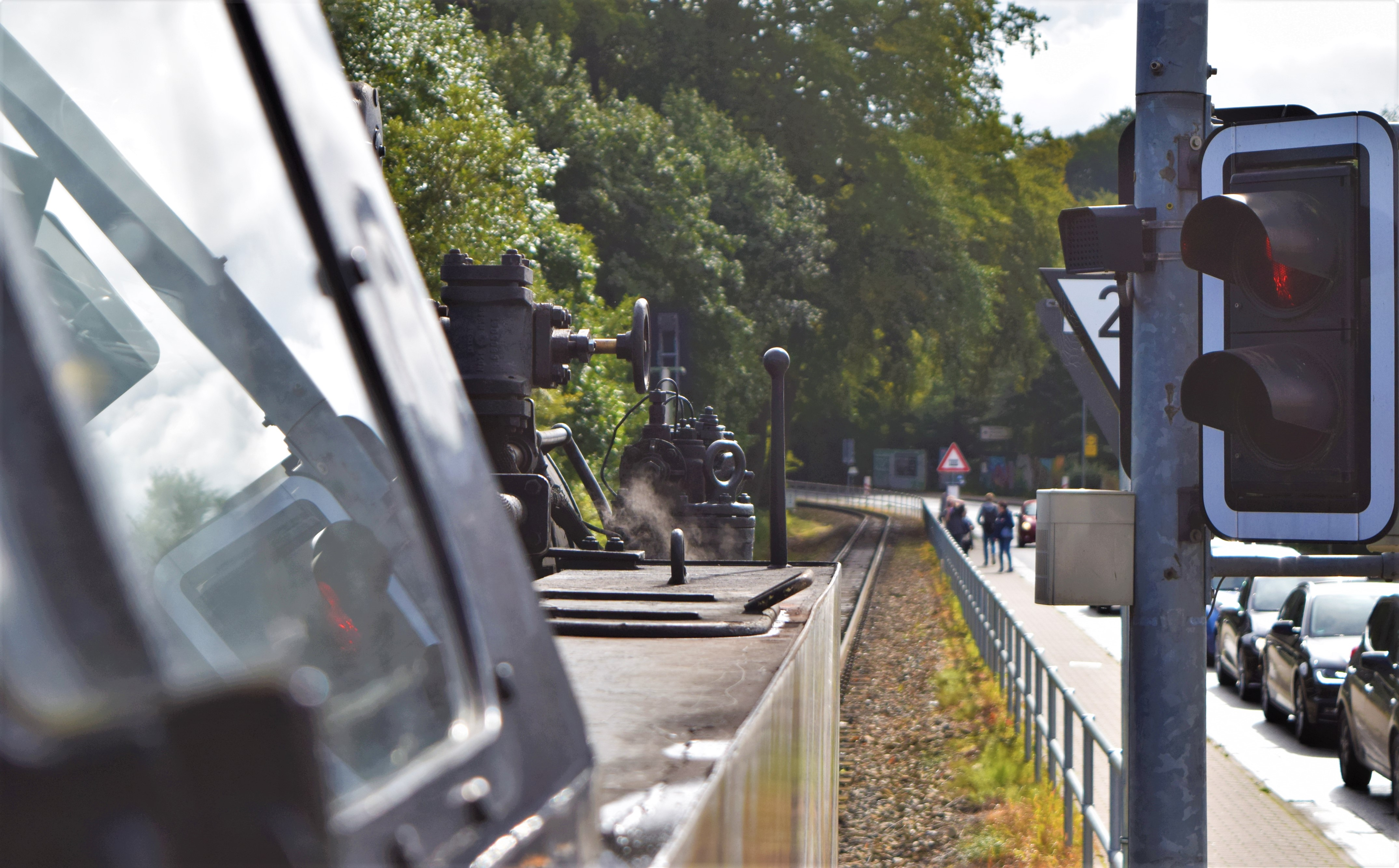
Sicht vom Führerstand auf die Bahnstrecke

### Schmalspurbahn
In der sommerlichen Hochsaison sowie zu anderen ausgewählten Terminen wird tagsüber im Stundentakt mit zwei Zügen gefahren, die sich jeweils kurz vor der vollen Stunde in Heiligendamm kreuzen. In Bad Doberan bestehen sowohl von und nach Rostock als auch von und nach Wismar gute Anschlüsse. Aufgrund der geringeren Touristennachfrage verkehrt im Winter nur eine Zuggarnitur im Zwei-Stunden-Takt mit etwas kürzerer Gesamtfahrzeit, da die Kreuzung in Heiligendamm entfällt.
Im Fahrplan 2017 wurde die Strecke im Sommerhalbjahr von zehn bis elf, im Winterhalbjahr von vier bis fünf Zugpaaren täglich befahren.
Der Bahnhof Rennbahn wird nur an dortigen Renntagen oder bei sonstigen Veranstaltungen wie der Zappanale bedient und bei Bauarbeiten an der Strecke zum Umsteigen in den Schienenersatzverkehr (SEV).

### Mollibus
Die ausfallenden Fahrten im Winter wurden bis 2009 im Schienenersatzverkehr durch den so genannten Mollibus bedient, welcher vom Regionalverkehr Küste betrieben wurde. Die Fahrten übernahm danach die Linie 121 des RvK (heute Rebus GmbH). Sie verkehrt von Rostock ZOB über Bad Doberan, Heiligendamm und Ostseebad Kühlungsborn nach Rerik.

## Galerie

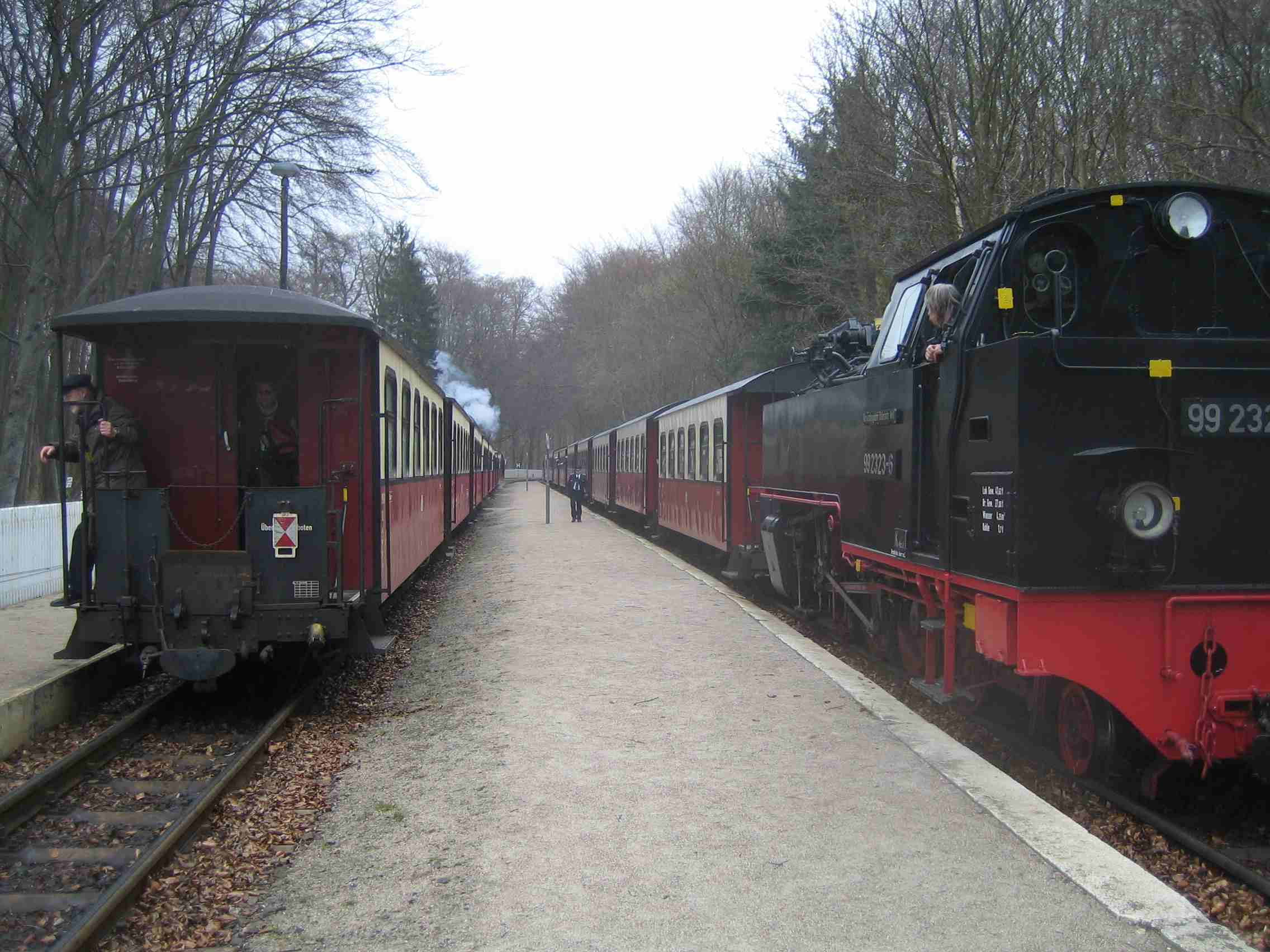
Zugkreuzung in Heiligendamm
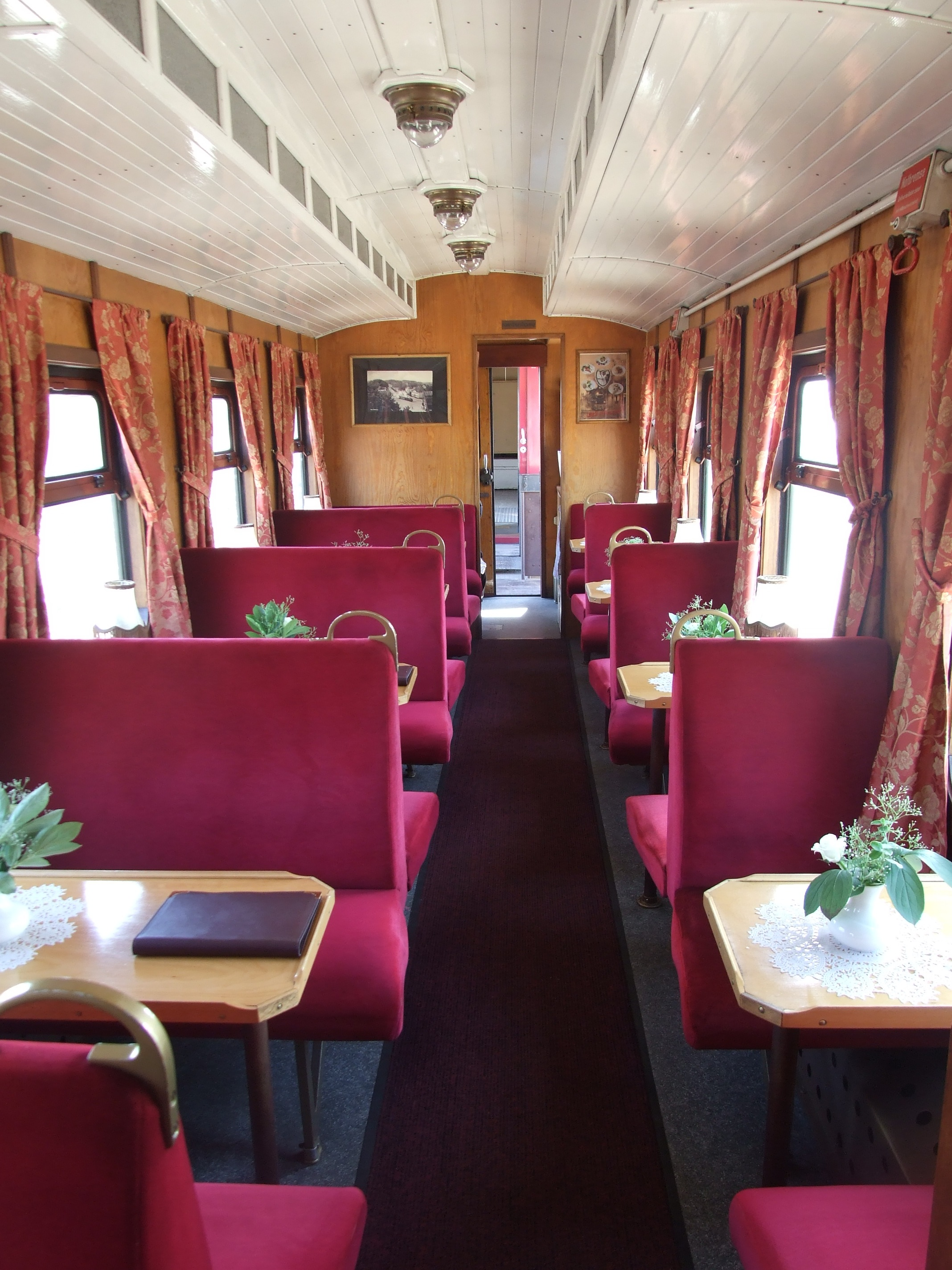
Innenansicht Salonwagen
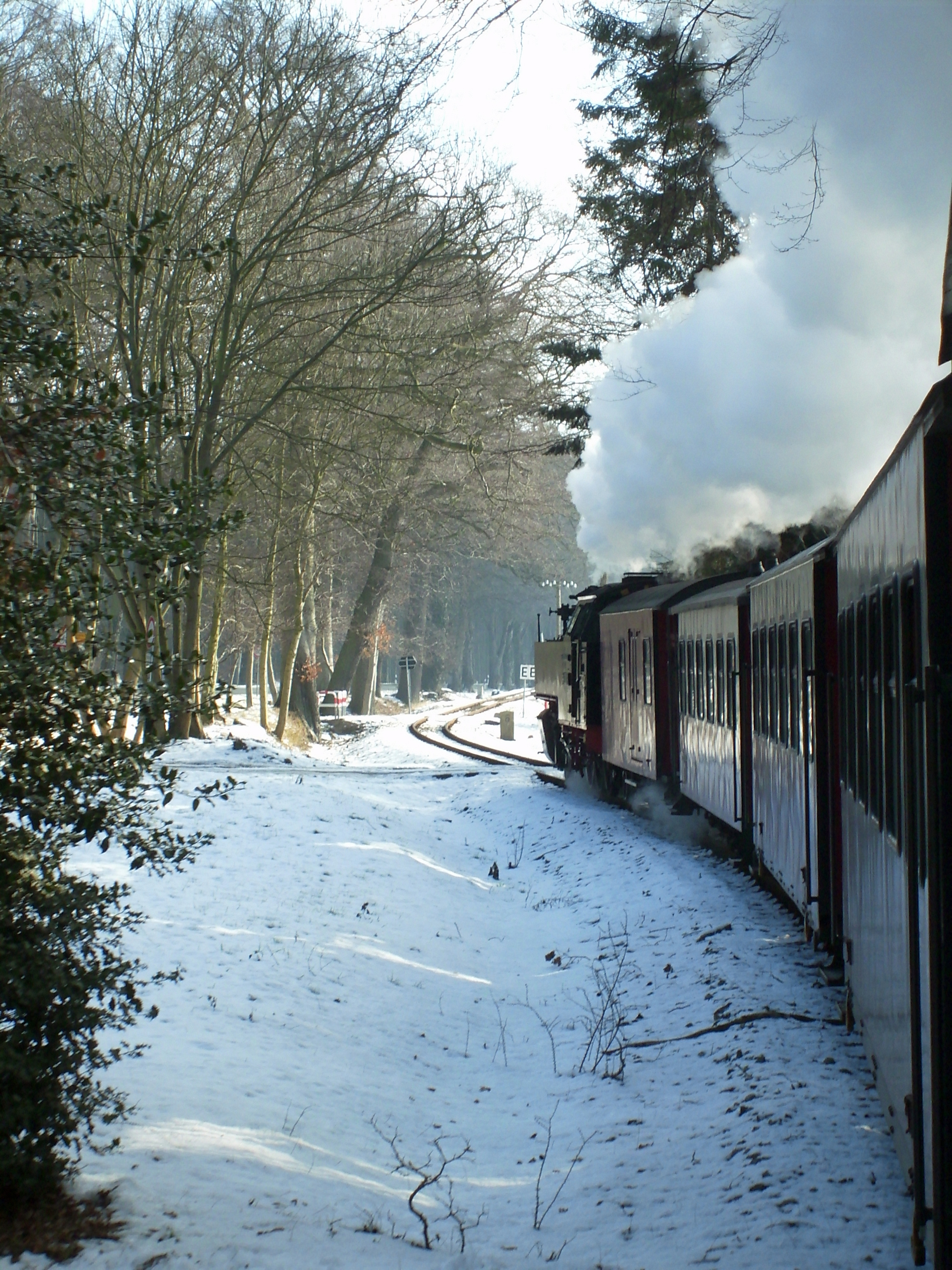
Winterliche Fahrt
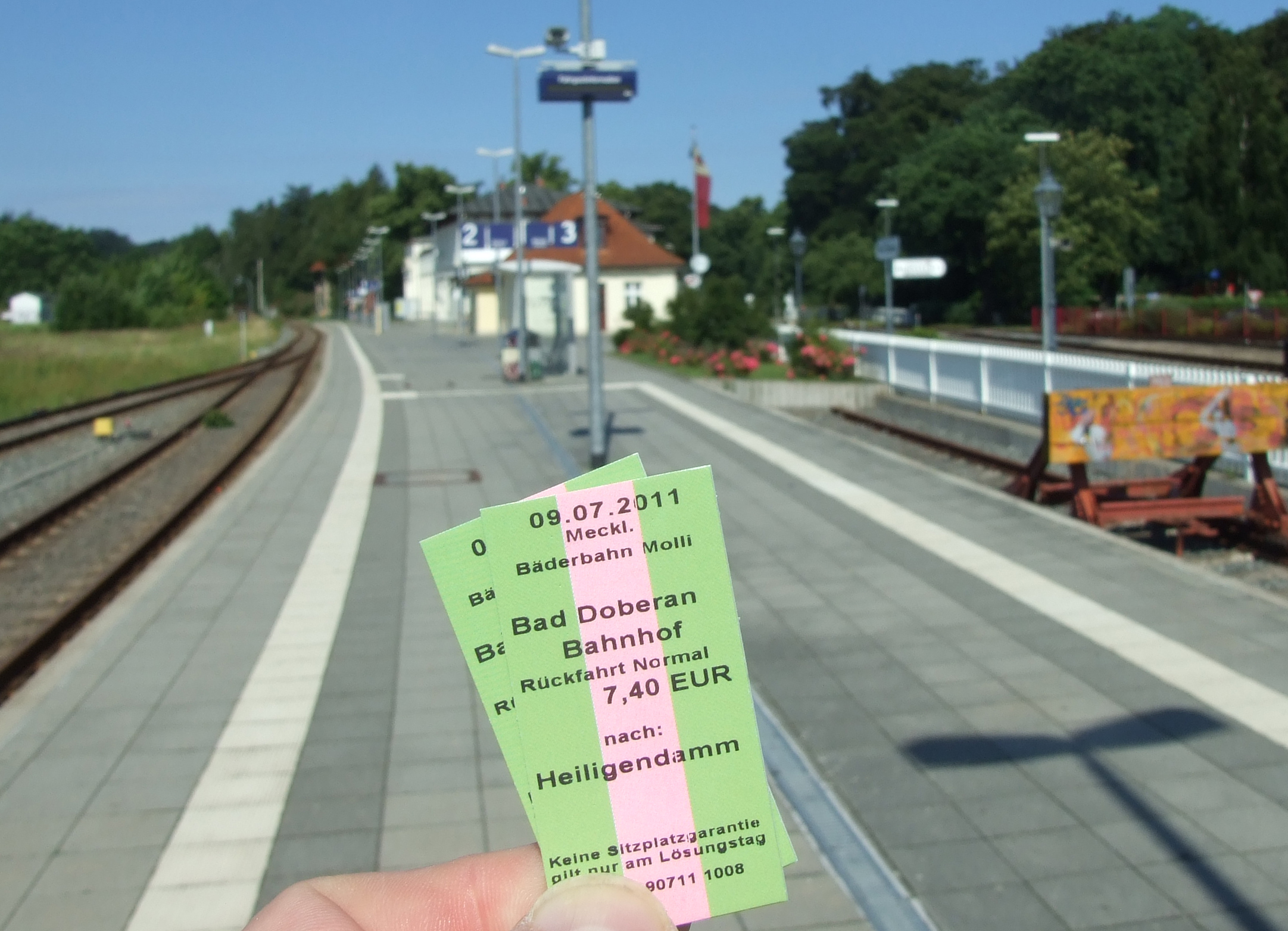
Fahrscheine (2011)
- Ortsdurchfahrt Bad Doberan im Film

## Musik
- Das Mecklenburger Duo De Plattfööt singt in seinem Lied Holiday up’n Molli an de See, erschienen 1989 auf der Amiga-LP Wenn du ok Plattfööt hest, auf plattdeutsch über die Bäderbahn Molli.
- 1991 veröffentlichte Gerd Rüdiger Enzmann das Lied Halt dich fest, der Molli kommt.